# Enzersdorf an der Fischa
Enzersdorf an der Fischa é um município da Áustria localizado no distrito de Bruck an der Leitha, no estado de Baixa Áustria.